# دم‌سرخ هاجسون
دم‌سرخ هاجسون (نام علمی: Phoenicurus hodgsoni) نام یک گونه از تیره مگس‌گیران است.